# Bleeding Love
Singles de Leona Lewis
A Moment Like This (2006) Better in Time/Footprints in the Sand
(2008)
Bleeding Love est une chanson R&B/pop/ballade écrite par Ryan Tedder, Leona Lewis et le chanteur Jesse McCartney et produite par Tedder pour le premier album de Leona Lewis, Spirit, qui débute sur cette chanson. single sorti en septembre 2007. 

La chanson est également sur l'album de Jesse McCartney, Departure.
Bleeding Love est le cinquième plus grand succès de tous les temps pour une artiste féminine, il se serait vendu à plus de 13 millions d'exemplaires.

## Reprises
Bledding Love a été reprise en 2009 par le groupe The Baseballs en version Rockabilly (style années 1950), et en 2010 par le chanteur belge Tom Dice sur son album "Teardrops".

## Formats et liste des pistes
- CD single (88697175622)

1. Bleeding Love (Version album) (Ryan Tedder, Jesse McCartney) : 4:21
2. Forgiveness[3] (Kara DioGuardi, Leona Lewis, Salaam Remi)[1] : 4:26

- Maxi single (88697222422)[4]

1. Bleeding Love (Version album) (Tedder, McCartney) : 4:21
2. Forgiveness (DioGuardi, Lewis, Remi) : 4:21
3. A Moment Like This (Jörgen Elofsson, John Reid) : 4:1
4. Bleeding Love (vidéo)

- CD single promotionnel États-Unis (88697218242)[5]

1. Bleeding Love (Version radio) (Tedder, McCartney) : 3:59
2. Bleeding Love (Version album) (Tedder, McCartney) : 4:21
3. Bleeding Love (Call Out Hook) (Tedder, McCartney) : 0:10

- Single digital États-Unis (886972980522)[6]

1. Bleeding Love (Version album) (Tedder, McCartney) : 4:21

- Remixes et autres versions

1. Version radio
2. Instrumentale
3. A capella
4. Remix featuring Trazz
5. Jason Nevins Original Radio Mix
6. Jason Nevins Rockin' Radio Mix
7. Jason Nevins Club Mix
8. Moto Blanco Radio Mix
9. Moto Blanco Dub
10. Moto Blanco Vocal Club Mix
11. Shapeshifters Nocturnal Dub
12. Shapeshifters Club Mix
13. Stu's Club Mix

## Musiciens
- Chant : Leona Lewis
- Auteurs : Ryan Tedder & Jesse McCartney
- Mixage audio : Phil Tan
- Ingénieur du son : Ryan Tedder
- Assistant ingénieurs du son : Nate Hertweck et Craig Durrance
- Producteur : Ryan Tedder
- Tous les instruments : Ryan Tedder
- Programmation : Ryan Tedder
- Arrangement des cordes : Ryan Tedder
- Enregistrement aux:
  - Mansfield Studios à Los Angeles (Californie)
  - Record Plant Studios à Hollywood
  - Encore Studios à Burbank (Californie)

## Vidéos musicales
Deux vidéos musicales ont été produites pour la sortie de « Bleeding Love ». La première a été réalisée par Melina Matsoukas et a été filmée en juillet 2007 à Los Angeles. Elle se déroule dans un immeuble fictif et propose six intrigues sur des couples à différents stades de leur relation. Lewis a déclaré que le clip est « très coloré, très funky, qu'il y a beaucoup d'extras et que je peux vraiment jouer ». Matsoukas a expliqué ce qu'elle pensait du clip dans une interview sur « Making the Video » de MTV, en disant que l'eau dans la vidéo est une métaphore des problèmes amoureux des locataires, comme si les appartements saignaient de l'amour. La version du clip a été mise en ligne pour la première fois sur YouTube le 17 octobre 2007, et compte désormais plus de 204 millions de vues.

En novembre 2007, Lewis a tourné un deuxième clip vidéo à New York pour la sortie américaine de « Bleeding Love ». Le traitement de la vidéo a été écrit par Tedder, et se concentre sur une intrigue impliquant Lewis se disputant avec son petit ami, joué par le mannequin Nicholas Lemons. Il a été réalisé par Jessy Terrero. Le clip a été diffusé pour la première fois le 29 janvier 2008, sur Yahoo! Musique, et a été téléchargée sur YouTube le lendemain. Sa première diffusion télévisée a eu lieu le 4 février 2008 sur VH1 dans le cadre de sa campagne « You Oughta Know ». Cette vidéo a été vue plus de 362 millions de fois sur YouTube.
La première version du clip a été nommée pour la meilleure vidéo britannique aux MTV Video Music Awards 2008. La deuxième version a été numéro un du Top 40 de fin d'année de VH1.

## Classements et certifications
| Classement (2007-2008)                  | Meilleure position |
| --------------------------------------- | ------------------ |
| Allemagne (Media Control AG)            | 1                  |
| Australie (ARIA)                        | 1                  |
| Autriche (Ö3 Austria Top 40)            | 1                  |
| Belgique (Flandre Ultratop 50 Singles)  | 1                  |
| Belgique (Wallonie Ultratop 50 Singles) | 4                  |
| Canada (Hot 100)                        | 1                  |
| Danemark (Tracklisten)                  | 2                  |
| Écosse (OCC)                            | 1                  |
| Espagne (PROMUSICAE)                    | 38                 |
| États-Unis (Hot 100)                    | 1                  |
| États-Unis (Pop Airplay)                | 1                  |
| Europe (Hot 100)                        | 1                  |
| Finlande (Suomen virallinen lista)      | 2                  |
| France (SNEP)                           | 1                  |
| Hongrie (Rádiós Top 40)                 | 1                  |
| Irlande (IRMA)                          | 1                  |
| Italie (FIMI)                           | 2                  |
| Japon (Hot 100)                         | 1                  |
| Nouvelle-Zélande (RMNZ)                 | 1                  |
| Norvège (VG-lista)                      | 1                  |
| Pays-Bas (Single Top 100)               | 1                  |
| Tchéquie (IFPI Rádio)                   | 2                  |
| Royaume-Uni (UK Singles Chart)          | 1                  |
| Royaume-Uni (UK R&B Chart)              | 1                  |
| Slovaquie (IFPI Rádio)                  | 1                  |
| Suède (Sverigetopplistan)               | 2                  |
| Suisse (Schweizer Hitparade)            | 1                  |

| Classement (2007) | Position |
| ----------------- | -------- |
| Royaume-Uni       | 1        |
| Irlande           | 1        |
| Classement (2008) | Position |
| Australie         | 4        |
| Autriche          | 3        |
| Canada            | 2        |
| France            | 42       |
| Allemagne         | 2        |
| Japon             | 11       |
| Espagne           | 40       |
| Suède             | 23       |
| Suisse            | 2        |
| Royaume-Uni       | 76       |
| Billboard Hot 100 | 2        |

| Classement (2000-2009) | Position |
| ---------------------- | -------- |
| Australie              | 23       |
| Allemagne              | 18       |
| Royaume-Uni            | 11       |
| Billboard Hot 100      | 17       |

| Pays             | Certifications |
| ---------------- | -------------- |
| Australie        | 2 × Platine    |
| Autriche         | Or             |
| Belgique         | Or             |
| Canada           | Platine        |
| Danemark         | 2 × Platine    |
| Finlande         | Platine        |
| Allemagne        | Platine        |
| Nouvelle-Zélande | 2 × Platine    |
| Espagne          | Platine        |
| Suède            | Platine        |
| Royaume-Uni      | Platine        |
| États-Unis       | Platine        |

## Version de Tom Dice
Singles de Tom Dice
Me and My Guitar
(2010)
Pistes de Teardrops
Miss Perfect
Bleeding Love est repris par l'auteur-compositeur-interprète belge Tom Dice qui après avoir gagné le X Factor flamand en 2008, a sorti ce single tiré de son premier album Teardrops, le 25 mai 2010. Le single atteint la septième place en Belgique.

### Liste des pistes
- Téléchargement

1. Bleeding Love – 3:22
2. A Soldier for His Country  – 4:12

### Classement
| Classement (2009)                      | Meilleure position |
| -------------------------------------- | ------------------ |
| Belgique (Flandre Ultratop 50 Singles) | 7                  |